# Портрет молодої жінки (Боттічеллі, Франкфурт)
«Портрет молодої жінки» (італ. Ritratto di dama) — картина живописця тосканської школи Сандро Боттічеллі, написана пр. у 1480—1485. На думку деяких мистецтвознавців картина написана іншим художником — Якопо дель Селлайо. Зберігається в Штеделівському художньому інституті у Франкфурті-на-Майні.
Можливо, моделлю молодої жінки, зображеної на картині, є Симонетта Веспуччі — одна з найкрасивіших жінок епохи флорентійського Ренесансу. Медальйон на шиї жінки вказує на зв'язок з сім'єю Медічі, встановлено, що камея в медальйоні — з колекції дорогоцінних каменів Медічі. Однак навіть якщо моделлю і була Симонетта Веспуччі, Ботічеллі створив не її портрет в строгому сенсі цього слова, а портрет «ідеальної жінки», втілення якогось міфологічного образу.

## См. також
- Портрет молодої жінки (1476-1480)
- Портрети роботи Боттічеллі